# マジカル・サーフィン
『マジカル・サーフィン』は、FM AICHIにて放送されていたラジオ番組。2012年3月放送終了。

## 概要
コンセプトは、「音楽とリスナーとミュージケーションするハイパープログラム」。マルコ石本のFM AICHI移籍後2つ目となる生ワイド番組である（ミュージケーションは、MUSICとCOMMUNICATIONの造語）。

## プログラム
2012年2月現在
- 18:00 放送開始
- 18:54 快適生活ラジオショッパー
- 19:17 FM AICHI HEAD LINE NEWS
- 20:32 FM AICHI HEAD LINE NEWS
- 20:35 MARCO RECOMMEND（月‐水）DOXY MUSIC BAR（木）

### 過去のコーナー
- 20:00 ラジオ・ミュージカル「キミのために散る」 （木曜日のみ）

## 特徴
- 「今夜の○○さん」というコーナーがあり、お題に該当するリスナーのなかから抽選で1人に500円分のQUOカードをプレゼントしている。これは毎日開催されており、放送中にお題が発表され、該当するリスナーはメッセージを送る形式。
- 毎日20時からの約30分間は、リクエストのみで番組が構成されており、日替わりのテーマに沿って募集している。（10月より、木曜日は「ラジオ・ミュージカル」放送のため、休止）
- 通常、番組終了時には「マジカル・サーフィン。マルコ石本でした。」と言って締めくくるが、木曜日に限って「マジカル・サーフィン&ラジマル・フライデー、マルコ石本でした。」と言う。

## その他
- 過去に数回、マルコ石本に代わって、大抜卓人（同じFM AICHIにて、「ラブリー・ストリート」を担当）がピンチヒッターを務めたことがある。
- 前番組は「エンタメ・コング」。（「ラジオ・ミュージカル」は、引き続き放送）